# Le Chaffaut-Saint-Jurson
Le Chaffaut-Saint-Jurson est une commune française, qui est située dans le département des Alpes-de-Haute-Provence en région Provence-Alpes-Côte d'Azur.
Ses habitants sont appelés les Chaffaudiers.

## Géographie
Le village est situé à 584 m d’altitude, dans la vallée de la Bléone.

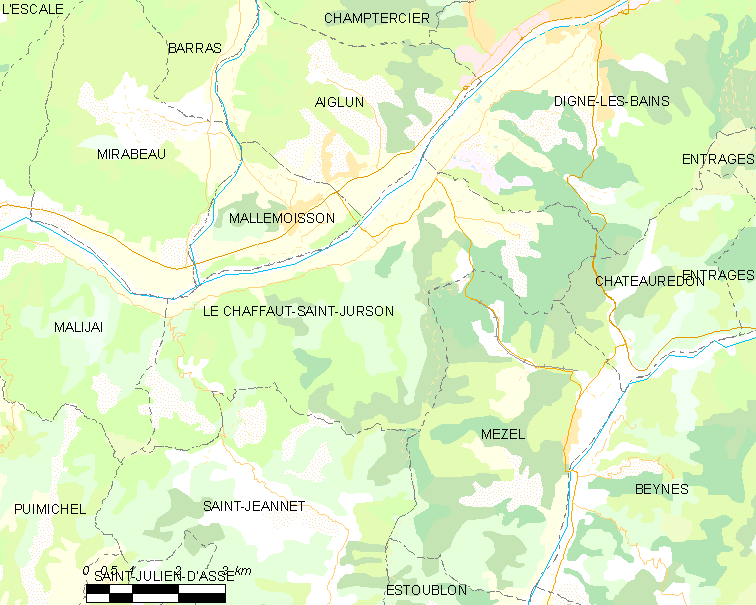
Le Chaffaut-Saint-Jurson et les communes voisines (Cliquez sur la carte pour accéder à une grande carte avec la légende).

Les communes limitrophes du Chaffaut-Saint-Jurson sont Aiglun, Digne-les-Bains, Châteauredon, Mézel, Saint-Jeannet, Malijai, Mirabeau, Mallemoisson.

### Environnement
La commune compte 1 346 ha de bois et forêts.

### Voies de communication et transports

#### Voies routières
Le pont sur la Bléone a été construit en 1910. Construit en béton armé, il comporte à l'origine 10 piles sur des fondations peu profondes, supportant un tablier de 132 m de long et 4,1 m utiles de large, à voie unique et sans trottoirs. Il a été réparé en 1979, avant qu'une de ses piles ne s'effondre, victime des affouillements lors d'une crue, en  novembre 2000. Il est emprunté par la RD 17, soit 3 400 véhicules par jour.
En 2009, le conseil général vote son remplacement. Les études environnementales ont consisté en un inventaire de la faune et de la flore, des expertises sur le castor et la chauve-souris, et une construction des talus, un choix de la forme et de la couleur du pont qui permettent son intégration dans le paysage. Le chantier du nouveau pont commence en juin 2012 ; la dernière poutre est posée en juin 2013 et le pont est inauguré le 6 décembre 2013. Les trois piles supportent un tablier de 150 m de long pour 11 de large, avec trois voies de circulation au lieu d'une : deux pour les voitures, et une multifonctions pour les piétons et vélos. Il est doté un dispositif de récupération des eaux de chaussée, protégeant la rivière et le captage d'eau voisin.

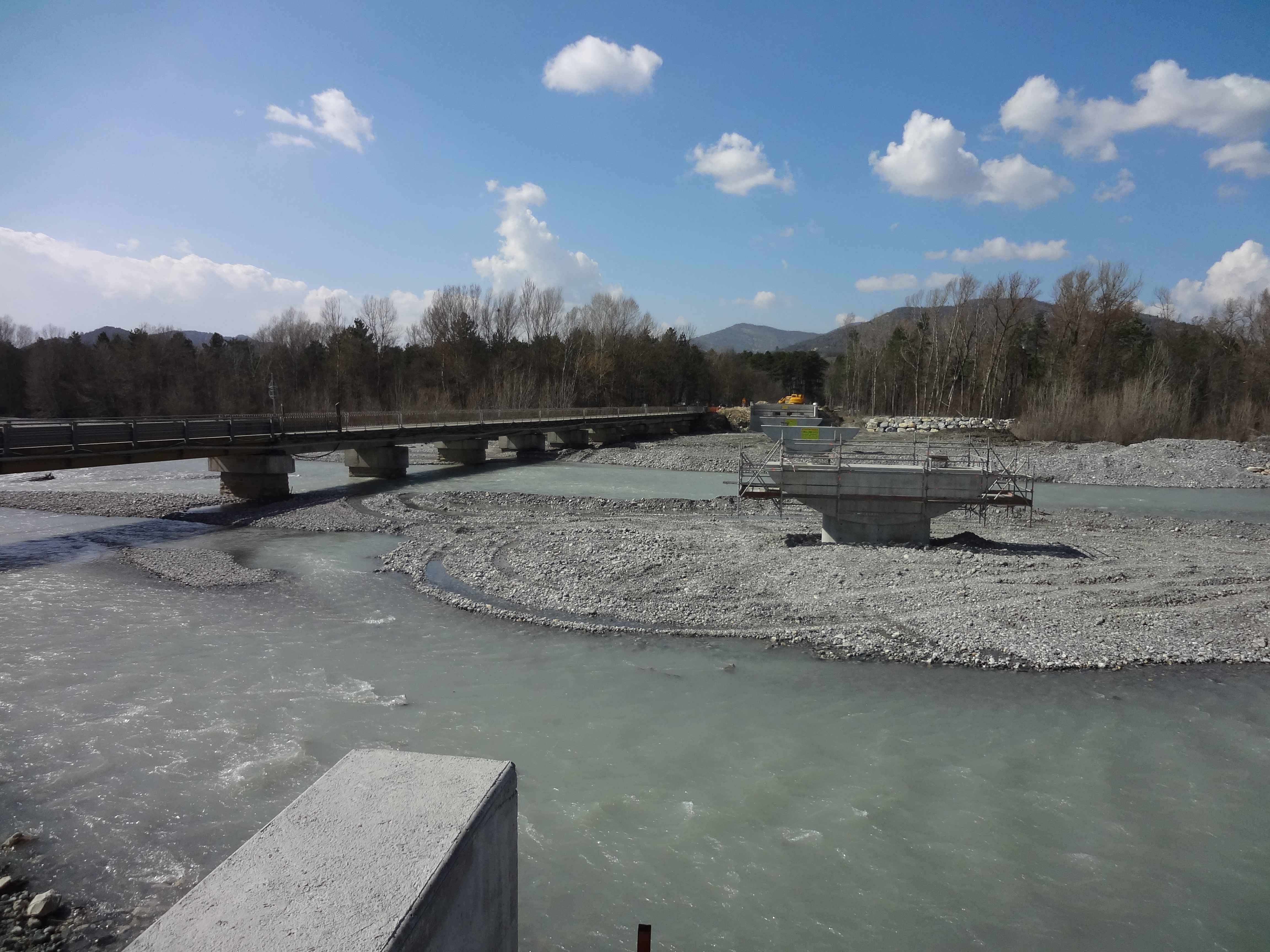
Passerelle sur la Bléone et piles du pont de remplacement en construction.

#### Services autocars

##### Lignes départementales
Le village est relié par 2 lignes départementales :
| Ligne | Tracé                                                      |
| ----- | ---------------------------------------------------------- |
| D5    | Thoard ↔ Le Chaffaut-Saint-Jurson ↔ Digne-les-Bains        |
| U1    | Barcelonnette ↔ Digne-les-Bains ↔ Le Chaffaut-Saint-Jurson |

#### Transports ferroviaires

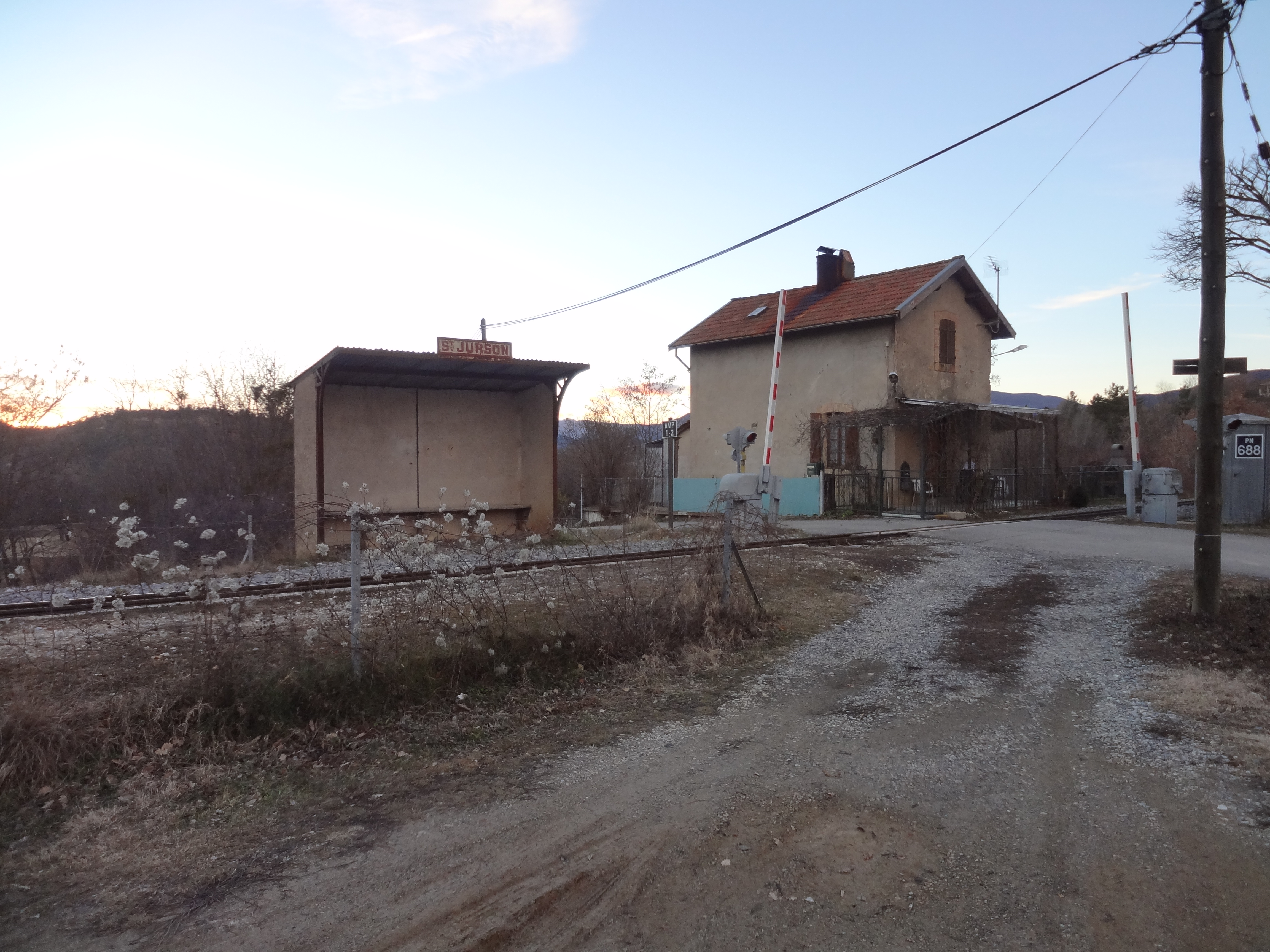
Halte de Saint-Jurson et maison de garde-barrière.

Le train de la ligne de Nice à Digne a un arrêt à la gare de Saint-Jurson.
| Ligne | Tracé                                             |
| ----- | ------------------------------------------------- |
| CP    | Nice ↔ Le Chaffaut-Saint-Jurson ↔ Digne-les-Bains |

### Toponymie
La localité du Chaffaut apparaît pour la première fois dans les textes entre 1064 et 1079 (in Kadalfucho). Le terme vient d’un terme nord-occitan traduisant cadalfac, désignant une maison à escalier extérieur et balcon selon Ernest Nègre, de catafalicum, échafaudage ou tour de siège, selon Bénédicte et Jean-Jacques Fénié.
Saint-Jurson est une déformation du nom du patron de l’église, saint Georges, apôtre du Velay,.
L’ancienne commune d’Espinouse tire son nom de l’occitan espinós, épineux : les Fénié y voient le nom donné à un lieu broussailleux, plein de plantes épineusesFenié et Fenié 2002, p. 100.

### Risques naturels et technologiques
Aucune des 200 communes du département n'est en zone de risque sismique nul. Le canton de Digne-les-Bains-Ouest auquel appartient Le Chaffaut-Saint-Jurson est en zone 1b (risque faible) selon la classification déterministe de 1991, basée sur les séismes historiques, et en zone 3 (risque moyen) selon la classification probabiliste EC8 de 2011. La commune du Chaffaut-Saint-Jurson est également exposée à trois autres risques naturels :
- feu de forêt,
- inondation (dans la vallée de la Bléone),
- mouvement de terrain : la commune est presque entièrement concernée par un aléa moyen à fort[13].

La commune du Chaffaut-Saint-Jurson est également exposée à un risque d’origine technologique, celui de transport de matières dangereuses par route, mais de manière marginale. La route nationale 85 peut être empruntée par les transports routiers de marchandises dangereuses, mais traverse la commune loin des villages.
Le plan de prévention des risques naturels prévisibles (PPR) de la commune a été approuvé en 2004 pour les risques d’inondation et de mouvement de terrain et le Dicrim existe pas.
La commune a été l’objet de plusieurs arrêtés de catastrophe naturelle : en 1984 pour tremblement de terre, pour des inondations, coulées de boue et glissements de terrain en 1987, 1994 et 1996. Les tremblements de terre ressentis de la manière la plus sensible dans la commune sont :
- la secousse du 23 février 1887, avec une intensité macro-sismique de VII et demi sur l’échelle MSK et Imperia-Bussana pour épicentre[18] ;
- celui du 17 février 1947, avec une intensité de IV et demi et un épicentre situé dans le Piémont[19] ;
- celui du 30 novembre 1951, avec une intensité de IV et Chasteuil pour épicentre[20] ;
- celui du 22 octobre 1963, avec une intensité de IV et Malijai pour épicentre[21] ;
- celui du 19 juin 1984, avec une intensité de VI et un épicentre très proche, à Aiglun[22] (suivi de deux fortes répliques d’intensité V[23]).

### Climat
Pour des articles plus généraux, voir Climat de Provence-Alpes-Côte d'Azur et Climat des Alpes-de-Haute-Provence.
En 2010, le climat de la commune est de type climat méditerranéen altéré, selon une étude du Centre national de la recherche scientifique s'appuyant sur une série de données couvrant la période 1971-2000. En 2020, Météo-France publie une typologie des climats de la France métropolitaine dans laquelle la commune est exposée à un climat de montagne ou de marges de montagne et est dans la région climatique Alpes du sud, caractérisée par une pluviométrie annuelle de 850 à 1 000 mm, minimale en été.
Pour la période 1971-2000, la température annuelle moyenne est de 11,3 °C, avec une amplitude thermique annuelle de 17,2 °C. Le cumul annuel moyen de précipitations est de 760 mm, avec 6,1 jours de précipitations en janvier et 4,5 jours en juillet. Pour la période 1991-2020, la température moyenne annuelle observée sur la station météorologique de Météo-France la plus proche, « Digne les Bains », sur la commune de Digne-les-Bains à 9 km à vol d'oiseau, est de 12,2 °C et le cumul annuel moyen de précipitations est de 681,2 mm. 
La température maximale relevée sur cette station est de 42,1 °C, atteinte le 28 juin 2019 ; la température minimale est de −17,8 °C, atteinte le 4 février 2012,,.
Les paramètres climatiques de la commune ont été estimés pour le milieu du siècle (2041-2070) selon différents scénarios d'émission de gaz à effet de serre à partir des nouvelles projections climatiques de référence DRIAS-2020. Ils sont consultables sur un site dédié publié par Météo-France en novembre 2022.

## Urbanisme

### Typologie
Au 1er janvier 2024, Le Chaffaut-Saint-Jurson est catégorisée commune rurale à habitat dispersé, selon la nouvelle grille communale de densité à 7 niveaux définie par l'Insee en 2022.
Elle est située hors unité urbaine. Par ailleurs la commune fait partie de l'aire d'attraction de Digne-les-Bains, dont elle est une commune de la couronne,. Cette aire, qui regroupe 34 communes, est catégorisée dans les aires de moins de 50 000 habitants,.

### Occupation des sols
L'occupation des sols de la commune, telle qu'elle ressort de la base de données européenne d’occupation biophysique des sols Corine Land Cover (CLC), est marquée par l'importance des forêts et milieux semi-naturels (75,7 % en 2018), une proportion identique à celle de 1990 (75,7 %). La répartition détaillée en 2018 est la suivante : 
forêts (52 %), milieux à végétation arbustive et/ou herbacée (22,2 %), terres arables (17,2 %), zones agricoles hétérogènes (7,1 %), espaces ouverts, sans ou avec peu de végétation (1,4 %).
L'évolution de l’occupation des sols de la commune et de ses infrastructures peut être observée sur les différentes représentations cartographiques du territoire : la carte de Cassini (XVIIIe siècle), la carte d'état-major (1820-1866) et les cartes ou photos aériennes de l'IGN pour la période actuelle (1950 à aujourd'hui).

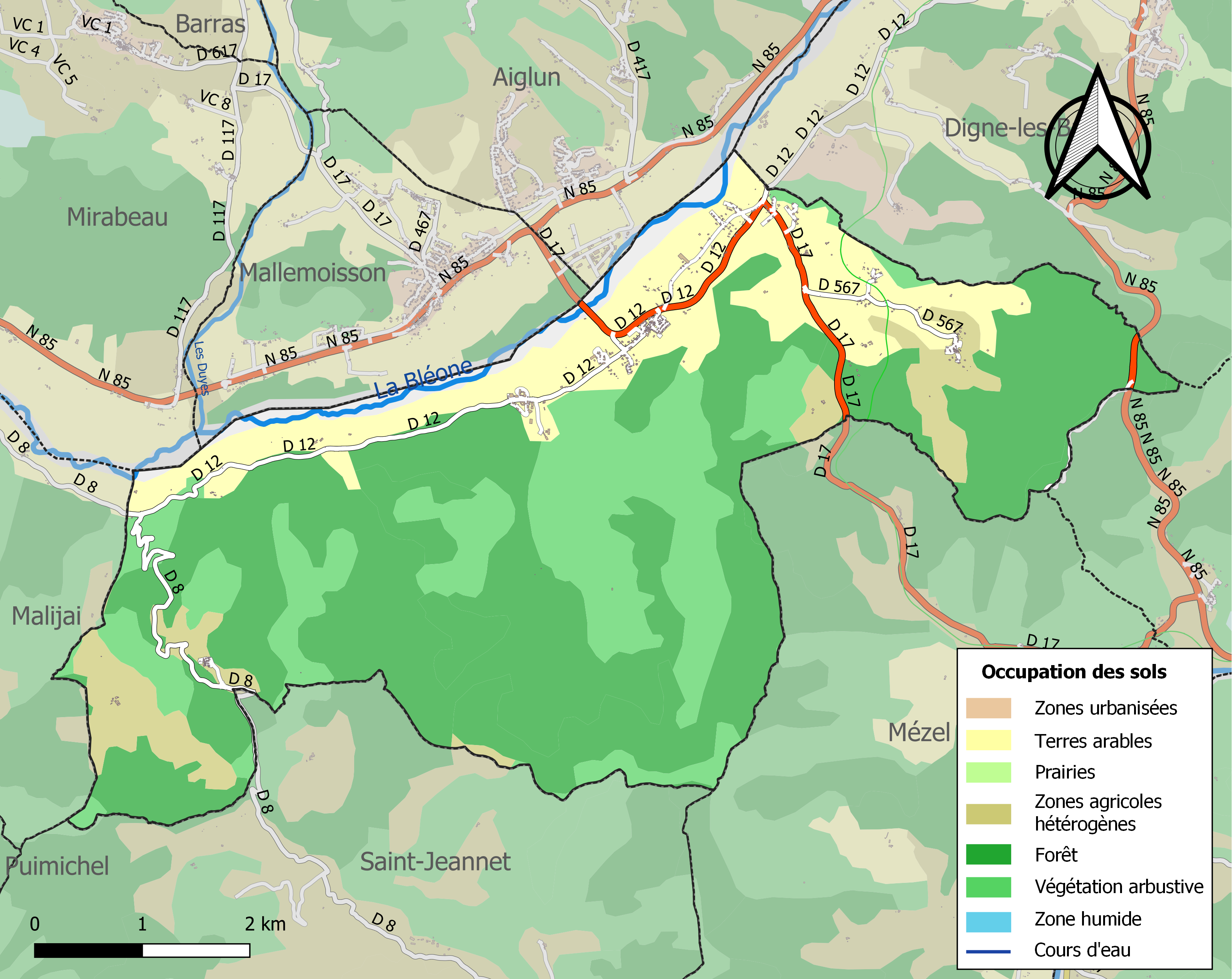
Carte de l'occupation des sols de la commune en 2018 (CLC).

## Économie

### Aperçu général
En 2009, la population active s’élevait à 355 personnes, dont 25 chômeurs (53 fin 2011). Ces travailleurs sont majoritairement salariés (88 %) et travaillent majoritairement hors de la commune (84 %).

### Agriculture
Fin 2010, le secteur primaire (agriculture, sylviculture, pêche) comptait 14 établissements agricoles actifs au sens de l’Insee (exploitants non-professionnels inclus), sans aucun emploi salarié.
Le nombre d’exploitations professionnelles, selon l’enquête Agreste du ministère de l’Agriculture, est de 10 en 2010. Il était de 13 en 2000, de 23 en 1988. Actuellement[Quand ?], ces exploitants sont essentiellement tournés vers l’élevage ovin et les grandes cultures. De 1988 à 2000, la surface agricole utile (SAU) a fortement augmenté, de 321 ha à 1 383 ha, mouvement qui s’est poursuivi lors de la dernière décennie, la SAU atteignant les 1 825 ha.
L’olivier n’était pas présent dans la commune au début du XIXe siècle. Actuellement[Quand ?], il occupe quelques surfaces restreintes, avec une oliveraie qui compte moins de 1 000 pieds.

### Industrie
Fin 2010, le secteur secondaire (industrie et construction) comptait 16 établissements, employant 20 salariés.

### Activités de service
Fin 2010, le secteur tertiaire (commerces, services) comptait 29 établissements (avec 43 emplois salariés), auxquels s’ajoutent les 10 établissements du secteur administratif (regroupé avec le secteur sanitaire et social et l’enseignement), salariant 101 personnes.
D'après l’Observatoire départemental du tourisme, la fonction touristique est peu importante pour la commune, avec moins d’un touriste accueilli par habitant. Plusieurs structures d’hébergement à finalité touristique existent dans la commune :
- un camping à la ferme[44];
- de nombreux meublés[45].

Si les résidences secondaires apportent un complément à la capacité d’accueil, il est très limité : elles sont 28, soit moins de 10 % des logements. Deux résidences secondaires possèdent plus d’un logement,.
Parmi les principaux employeurs, se trouve le lycée agricole de Carmejane et son centre de formation professionnelle agricole, et les établissements Gilly Gaston qui vendent du matériel agricole et emploient 18 salariés.

## Histoire

### Préhistoire
D’assez nombreuses traces d’occupation préhistoriques ont été retrouvées sur le territoire de Saint-Jurson, jusqu’à l’époque néolithique , ainsi que des anneaux de bronze de l’époque de Hallstatt au col de Saint-Jurson .

### Du Moyen Âge à la Révolution française
Des quatre communautés médiévales (Le Chaffaut, Espinouse, Lagremuse et Saint-Jurson) qui forment l’actuelle commune, trois relevaient du diocèse de Digne, Espinouse relevant de Riez.
Les Galbert étaient seigneurs du Chaffaut ; le fief fut ensuite partagé entre divers seigneurs, dont la ville de Digne au XVe siècle. Guillaume Roquete, viguier de Tarascon (1341), damoiseau, fut coseigneur du Chaffaut.
Espinouse (Spinosa, au XIIIe siècle), compte 63 feux en 1315, puis 36 en 1471 après la crise du XIVe siècle (Peste noire et guerre de Cent Ans). En 1765, le village compte 228 habitants. Lagremuse comptait 80 habitants la même année.
Saint-Jurson apparaît en 1171 dans les chartes, puis au XIIIe siècle : Sanctus Georgius de Sargano. À la fin du XIIe siècle, le pape Alexandre III demande à l’évêque de Digne d’intervenir auprès du seigneur de Gaubert qui harcèle les habitants de Saint-Georges. En 1225, le pape Honorius III renouvelle cette demande. L’église relevait de l’abbaye de Lérins qui percevait les revenus attachés à l’église, située alors avec le village sur une hauteur un km environ à l’Est du site actuel. La communauté comptait 15 feux en 1315, est complètement dépeuplée par la crise du XIVe siècle. En 1765, le village, qui relève de l’abbaye de Lérins, a 46 habitants.
Le fief d’Espinouse est érigé en marquisat en mai 1651 pour Pierre de Coriolis, président au Parlement d'Aix.

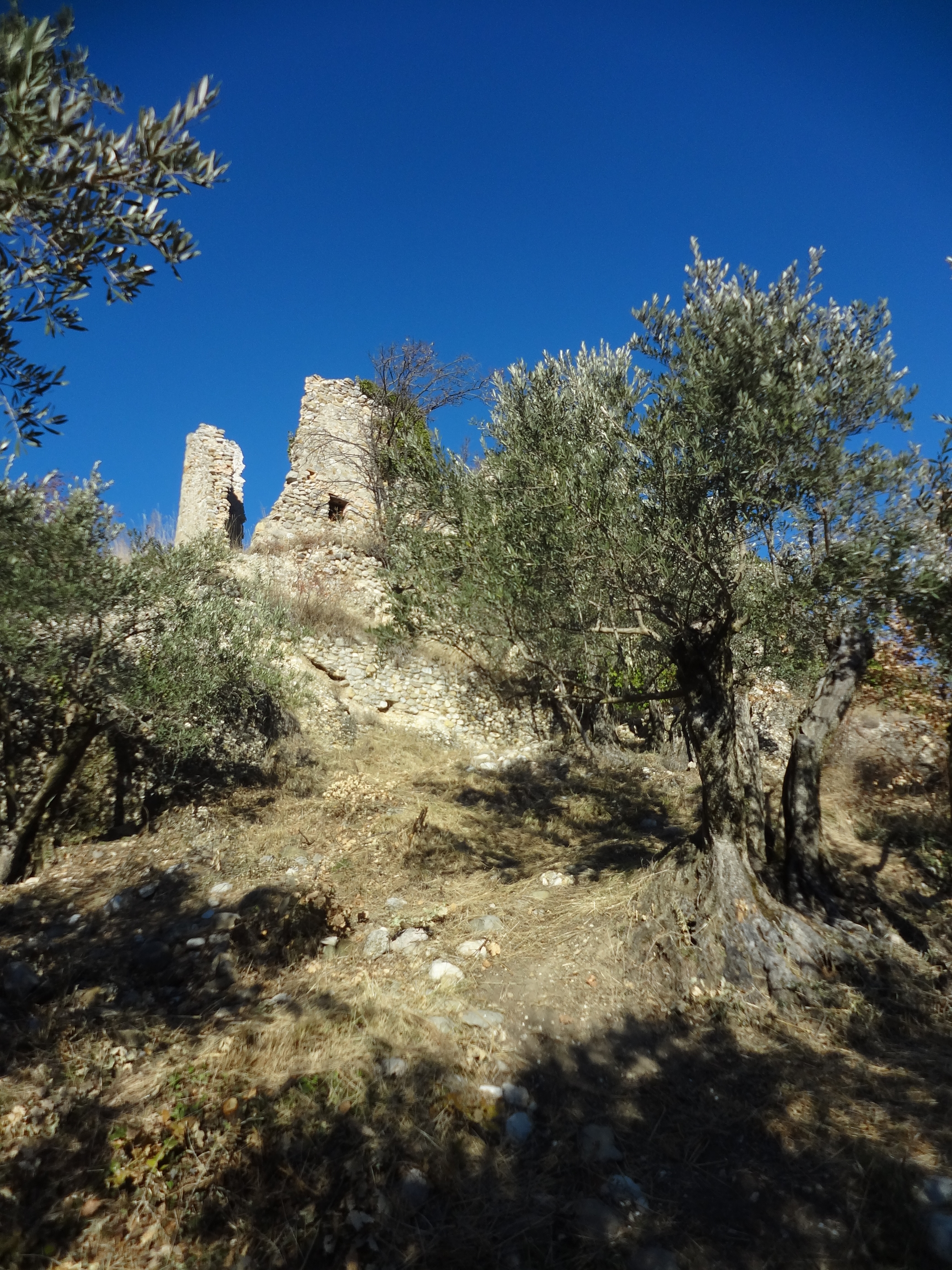
Oliviers et ruines de Lagremuse.

En 1355, Hugues Guiramand fut coseigneur de Lagremuse.
Durant la Révolution, le Chaffaut et Lagremuse comptent toutes deux une société patriotique, toutes deux créées après la fin de 1792, de même qu’Espinouse. Bien que la section de la commune ne soit pas activement pro-fédéraliste et n’ait pas particulièrement fait la propagande des idées des Girondins, la répression de l’insurrection fédéraliste en juillet 1793 aboutit à une condamnation à mort au Chaffaut. Les quatre communes font partie du canton de Mézel, mais Le Chaffaut et Lagremuse le quittent en 1801 pour celui de Digne.

### Depuis la fin de l’Empire
Le coup d'État du 2 décembre 1851 commis par Louis-Napoléon Bonaparte contre la Deuxième République provoque un soulèvement armé dans les Basses-Alpes, en défense de la Constitution. Après l’échec de l’insurrection, une sévère répression s’abat sur ceux qui se sont levés pour défendre la République, dont un habitant d’Espinouse.
Le premier tronçon de la ligne des chemins de fer de Provence, allant de Digne à Mézel, est inauguré le 14 août 1891. La ligne est exploitée par la compagnie des chemins de fer du Sud de la France. Les trains circulent jusqu’à Saint-André-les-Alpes à partir du 15 mai 1892. Le tunnel de la Colle est achevé en 1903, et la totalité de la ligne entre Saint-André et Nice est inaugurée du 5 au 7 août 1911 en présence de Victor Augagneur, ministre des Travaux Publics.
En août 1940, un centre de séjour surveillé pour Français indésirables ouvre au Chaffaut. Il ouvre avec 233 hommes, qui arrivent notamment de la caserne Desmichels de Digne. Ce sont surtout des communistes, dont l’idéologie, jugée dangereuse par la Troisième République, l’est aussi par le régime de Vichy. Environ 75 travaillent au centre de Carmejane, pour la cuisine et les services ; près de 80 vont à Digne chaque jour travailler au service de l’armée ; 30 sont détachés à Forcalquier au service du génie ; et 20 à Peyruis et Les Mées. Il ferme le 17 avril 1941.

### Fusion des communes

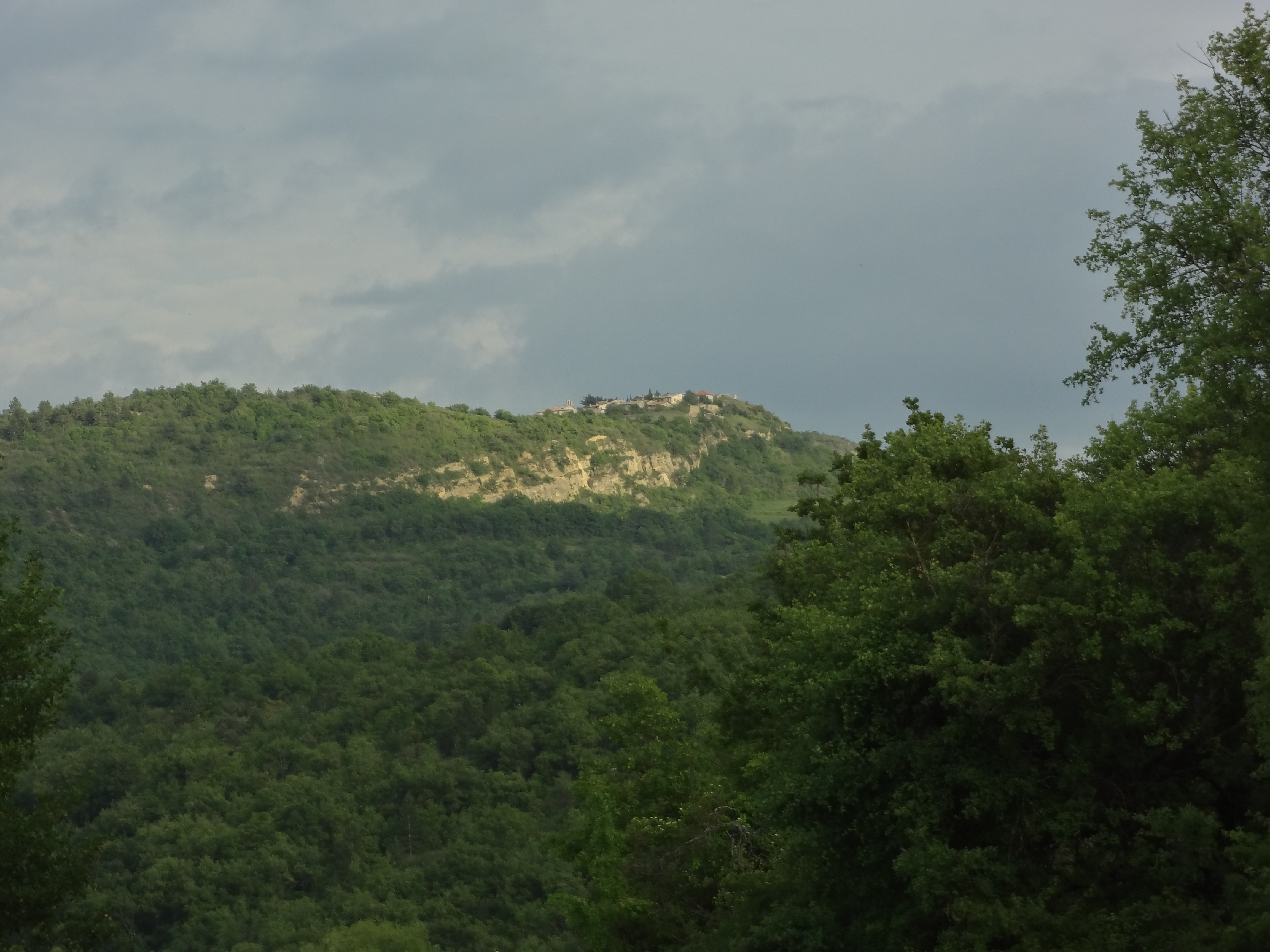
Village perché d’Espinouse.

La commune actuelle est formée par la fusion du Chaffaut et de Lagremuse en 1887 (Le Chaffaut-Lagremuse), puis de cette nouvelle commune avec Saint-Jurson en 1962 (sous son nom actuel), puis enfin avec Espinouse en 1973.
Jusqu’au milieu du XXe siècle, la vigne était cultivée dans les trois communes du Chaffaut, de Lagremuse et de Saint-Jurson. Le vin produit était destiné à l’autoconsommation. Cette culture est aujourd’hui abandonnée.

## Héraldique
| Blason de Chaffaut-Saint-Jurson (Le) | Blason  | D'azur à une tour d'or sur quatre piliers du même. |
| Blason de Chaffaut-Saint-Jurson (Le) | Détails | Le statut officiel du blason reste à déterminer.   |

## Politique et administration

### Municipalité
| Période                                  | Période  | Identité            | Étiquette | Qualité                                             |
| ---------------------------------------- | -------- | ------------------- | --------- | --------------------------------------------------- |
| mai 1945                                 | 1977     | Antoine Bondil,     | Résistant | ancien Résistant, se présente sous cette étiquette. |
| 1977                                     | 2014     | Jean-Pierre Féraud, | DVG       |                                                     |
| avril 2014                               | 2020     | Maryline Féraud     | DVG       | Fonctionnaire                                       |
| 2020                                     | En cours | Claude Estienne     |           |                                                     |
| Les données manquantes sont à compléter. |          |                     |           |                                                     |

### Intercommunalité
Le Chaffaut-Saint-Jurson a fait partie, de 1992 à 2016, de la communauté de communes des Duyes et Bléone. Celle-ci a fusionné avec d'autres communautés de communes pour constituer la communauté d'agglomération Provence-Alpes Agglomération, existant depuis le 1er janvier 2017.

### Enseignement
La commune est dotée d’une école primaire.

## Démographie

### Le Chaffaut
L'évolution du nombre d'habitants est connue à travers les recensements de la population effectués dans la commune depuis 1765. Pour les communes de moins de 10 000 habitants, une enquête de recensement portant sur toute la population est réalisée tous les cinq ans, les populations de référence des années intermédiaires étant quant à elles estimées par interpolation ou extrapolation. Pour la commune, le premier recensement exhaustif entrant dans le cadre du nouveau dispositif a été réalisé en 2005.
En 2022, la commune comptait 689 habitants, en évolution de −1,01 % par rapport à 2016 (Alpes-de-Haute-Provence : +2,84 %, France hors Mayotte : +2,11 %).
| 1765 | 1793 | 1800 | 1806 | 1821 | 1831 | 1836 | 1841 | 1846 |
| ---- | ---- | ---- | ---- | ---- | ---- | ---- | ---- | ---- |
| 208  | 216  | 215  | 246  | 244  | 231  | 256  | 262  | 275  |

| 1851 | 1856 | 1861 | 1866 | 1872 | 1876 | 1881 | 1886 | 1891 |
| ---- | ---- | ---- | ---- | ---- | ---- | ---- | ---- | ---- |
| 274  | 295  | 295  | 288  | 234  | 242  | 300  | 336  | 296  |

| 1896 | 1901 | 1906 | 1911 | 1921 | 1926 | 1931 | 1936 | 1946 |
| ---- | ---- | ---- | ---- | ---- | ---- | ---- | ---- | ---- |
| 247  | 265  | 224  | 230  | 210  | 206  | 212  | 184  | 166  |

| 1954 | 1962 | 1968 | 1975 | 1982 | 1990 | 1999 | 2005 | 2006 |
| ---- | ---- | ---- | ---- | ---- | ---- | ---- | ---- | ---- |
| 157  | 168  | 178  | 229  | 346  | 510  | 674  | 721  | 711  |

| 2010 | 2015 | 2020 | 2022 | - | - | - | - | - |
| ---- | ---- | ---- | ---- | - | - | - | - | - |
| 741  | 693  | 688  | 689  | - | - | - | - | - |

L'histoire démographique du Chaffaut, après l'abandon complet dû à la crise des XIVe et XVe siècles, est marquée par un long mouvement de croissance jusqu'au milieu du XIXe siècle. Lui succède ensuite une période d'« étale » où la population reste relativement stable à un niveau élevé. Cette période dure de 1811 à 1881 (le pic apparent de 1881-1891 étant dû à la présence d'ouvriers du chantier de la ligne de Nice à Digne). L'exode rural provoque ensuite un mouvement de recul démographique de longue durée. La commune n'enregistre jamais une perte supérieure à la moitié de ses effectifs du maximum historique de 1856-1861. Le mouvement de recul s'arrête dans les années 1950. Si on omet les apports dus aux fusions, le redémarrage démographique de la commune commence dans les années 1970 ; depuis, Le Chaffaut-Saint-Jurson connait une expansion démographique typique des communes résidentielles de banlieue.

### Saint-Jurson
| 1315    | 1471     | 1765 | 1793 | 1800 | 1806 | 1821 | 1831 | 1836 | 1841 |
| ------- | -------- | ---- | ---- | ---- | ---- | ---- | ---- | ---- | ---- |
| 15 feux | inhabité | 46   | 58   | 42   | 56   | 49   | 61   | 56   | 63   |

| 1846 | 1851 | 1856 | 1861 | 1866 | 1872 | 1876 | 1881 | 1886 | 1891 |
| ---- | ---- | ---- | ---- | ---- | ---- | ---- | ---- | ---- | ---- |
| 73   | 62   | 67   | 46   | 49   | 49   | 51   | 47   | 66   | 49   |

| 1896 | 1901 | 1906 | 1911 | 1921 | 1926 | 1931 | 1936 | 1946 | 1954 |
| ---- | ---- | ---- | ---- | ---- | ---- | ---- | ---- | ---- | ---- |
| 37   | 33   | 34   | 28   | 19   | 22   | 21   | 18   | 19   | 16   |

L'histoire démographique de Saint-Jurson est similaire à celle du Chaffaut : abandon complet au XVe siècle, puis long mouvement de croissance jusqu'au milieu du XIXe siècle, et période d'« étale » de 1831 à 1881. L'exode rural provoque ensuite un mouvement de recul démographique de longue durée. Les différences tiennent dans la population initiale, beaucoup plus faible à Saint-Jurson (qui n'a jamais dépassé les 73 habitants, population maximale en 1841), et la rapidité du recul : en 1896, la commune a déjà perdu la moitié de sa population du maximum historique. Le mouvement de recul continue jusqu'aux années 1950 et la fusion avec Le Chaffaut.

### Espinouse
| 1315    | 1471    | 1765 | 1793 | 1800   | 1806 | 1821 | 1831 | 1836 | 1841 | 1846 |
| ------- | ------- | ---- | ---- | ------ | ---- | ---- | ---- | ---- | ---- | ---- |
| 63 feux | 36 feux | 226  | 200  | lacune | 197  | 201  | 185  | 173  | 174  | 188  |

| 1851 | 1856 | 1861 | 1866 | 1872 | 1876 | 1881 | 1886 | 1891 | 1896 | 1901 |
| ---- | ---- | ---- | ---- | ---- | ---- | ---- | ---- | ---- | ---- | ---- |
| 194  | 182  | 159  | 158  | 148  | 143  | 149  | 132  | 131  | 110  | 110  |

| 1906 | 1911 | 1921 | 1926 | 1931 | 1936 | 1946 | 1954 | 1962 | 1968 | - |
| ---- | ---- | ---- | ---- | ---- | ---- | ---- | ---- | ---- | ---- | - |
| 94   | 81   | 74   | 62   | 51   | 48   | 36   | 32   | 25   | 18   | - |

L'histoire démographique d'Espinouse connait plusieurs différences notables avec celles du Chaffaut et de Saint-Jurson : si la communauté est fortement dépeuplée par la crise des XIVe et XVe siècles, elle n'est pas abandonnée. Le long mouvement de croissance atteint son maximum au milieu du XIXe siècle, mais la période d'« étale » commence plus tôt — 1806 — et finit beaucoup plus tôt également — 1856. Le recul est ensuite plus lent : amorcé plus tôt, il ne concerne la moitié de sa population du maximum historique qu'en 1901, soit cinq ans après Saint-Jurson. Cependant, il ne s'arrête pas, et la commune doit fusionner dans les années 1970.

### Lagremuse
| 1765 | 1793 | 1800 | 1806 | 1821 | 1831 | 1836 | 1841 | 1846 |
| ---- | ---- | ---- | ---- | ---- | ---- | ---- | ---- | ---- |
| 80   | 74   | 75   | 79   | 73   | 72   | 66   | 55   | 67   |

| 1851 | 1856 | 1861 | 1866 | 1872 | 1876 | 1881 | 1886 | - |
| ---- | ---- | ---- | ---- | ---- | ---- | ---- | ---- | - |
| 72   | 64   | 46   | 40   | 38   | 35   | 39   | 40   | - |

L'histoire démographique de Lagremuse voit elle une période d'« étale » au XIXe siècle durer de 1831 à 1851 (on ne connait rien de la population de la communauté avant le XVIIIe siècle). Le maximum est plus précoce (1765/1806), et avec un niveau de population maximal somme toute faible, les niveaux critiques sont très vite atteints : dès 1866, la commune a perdu la moitié de sa population.

## Lieux et monuments

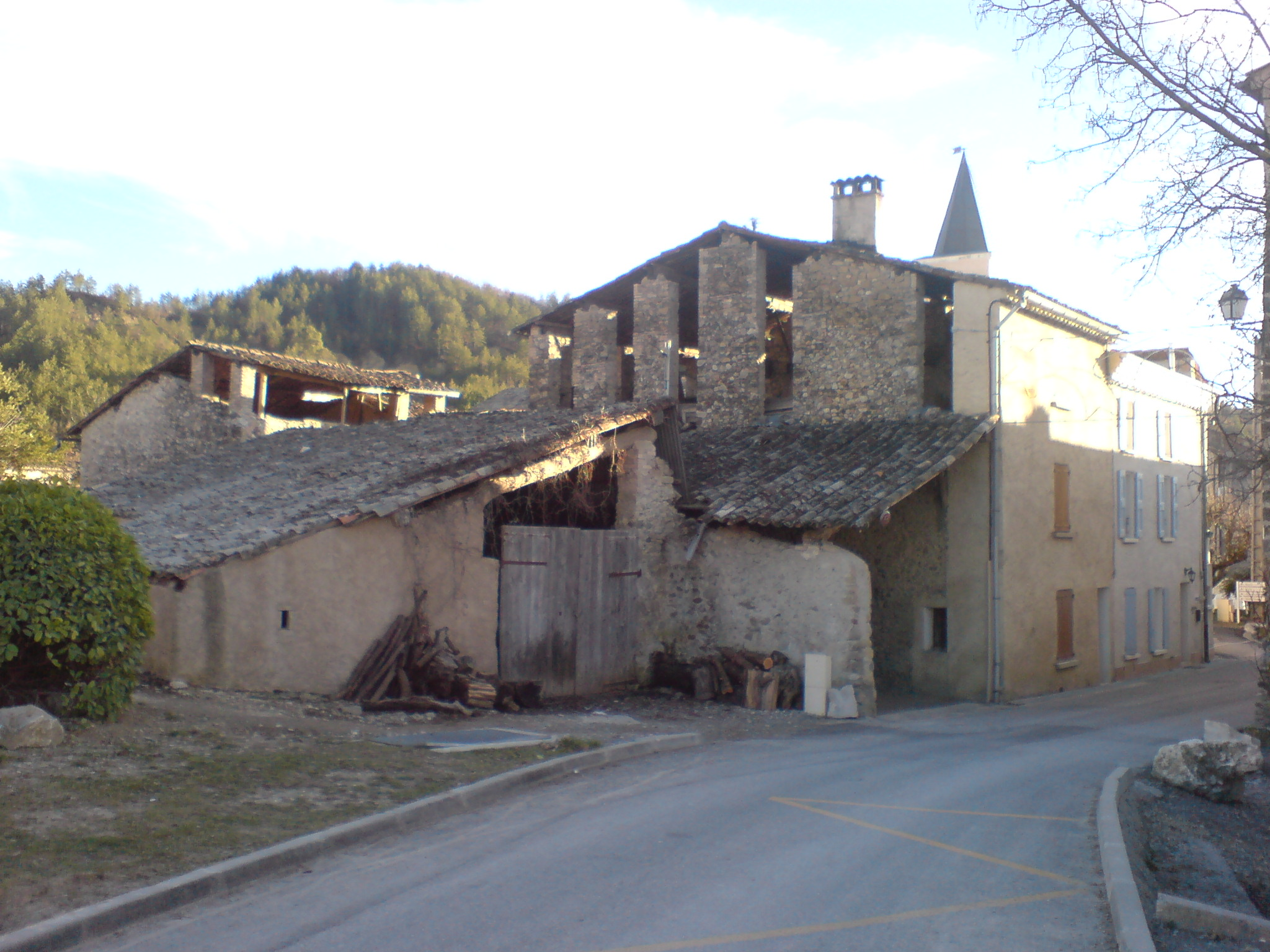
Grange dont les murs ont des jours destinés à la ventilation du grenier, élément typique de l’architecture vernaculaire de la région.

### Architecture civile

#### Château de Chaffaut
Le château du Chaffaut, encadré de trois grosses tours carrées (quatre à l’origine), de style Louis XIII, est achevé en 1634 . Il est classé monument historique.
Le « château » de Carmejane est une bastide attestée .
Aux Chaffaut, deux maisons sont datées de 1681 et 1717 . Une ferme ancienne possède un séchoir à prunes (fabrication des pistoles) .
On peut encore apercevoir les ruines de châteaux à Espinouse et à Lagremuse (ce dernier perché sur trois sommets).

#### Château de Gremuse
Le château de Gremuse ou Lagremuse a été construit au XVe siècle, dont il a gardé une porte cloutée. Il appartient aujourd’hui à un propriétaire privé qui accepte les visiteurs quand il est présent au village.

### Art religieux
L'église paroissiale Saint-Barthélemy, au Chaffaut, est datée en partie de 1671. Elle est cependant reconstruite en 1864 en appareil limousin : la nef est plafonnée, les fonts baptismaux sont placés dans une chapelle latérale. Les cloches sont placées dans une tour .
L’église Saint-Jacques (milieu ou fin du XVIIe siècle) à Espinouse : le portail est encadré de bossages à refends. Les trois travées sont voûtées d’ogives, que Raymond Collier considère comme plaquées sur des voûtes d’arêtes . Elle abrite deux bustes de saint Mathieu et saint Jacques, en bois du XVIIe .
L’église de Lagremuse est construite en 1867 et placée sous le vocable de Sainte-Agathe, qui n’était que la patronne de l'église au départ (placée sous le vocable de saint Michel).
Dans la chapelle Saint-Georges (reconstruite en 1810) à Saint-Jurson, se trouvent trois objets classés monuments historiques :
- une croix de procession en cuivre argenté, de la fin du XVIIIe siècle[90] ;
- un ostensoir d’argent, de la fin du XVIIIe siècle ou du début du XIXe[91] ;
- une toile représentant la Vierge à l’enfant et saint Georges, avec le donateur, datant du XVIIe siècle[92].

### Le pont de Débaste-Saume
Sur le territoire de l’ancienne Saint-Jurson, se trouve un pont franchissant le ravin de Débaste-Saume, en ruines mais assez exceptionnel. Ce nom, venant du provençal "debasto saumo" signifierait « endroit où l’on débâte le chargement de l’ânesse" (sans doute à cause de la difficulté du terrain), ou encore serait le rappel d’un accident. Sur certaines cartes on trouve l'indication "ravin du pas de l'ânesse" ce qui est partiellement juste et faux, le mot "pas" semblant une déformation de "bât". Un petit pont existait déjà plus en aval.
Il est construit pour que la route royale de Digne à Aix par le col de l'Orme franchisse le ravin du bât de l’ânesse (entre Digne-les-Bains et Châteauredon).
La construction est commencée en 1670 (les moitié des travaux prévus ayant déjà été exécutés à cette date ). Il est achevé en 1780 .
Il franchit le ravin en son point le plus étroit, grâce à plusieurs niveaux d’arches (cas unique dans le département), atteignant une hauteur de douze mètres. Le premier niveau comporte une seule arche, le niveau supérieur en compte trois de 5 à 6 m, pour un tablier long de 50 m. La pierre de taille n’a été utilisée que pour le radier et les voussoirs de tête, tout le reste est construit en moellons. Du côté aval, il est soutenu par de puissants contreforts.
Des réparations sont nécessaires en 1712, 1745, 1762, 1771, et 1795 (le radier ayant été emporté par une crue qui emporte aussi la route sur 50 mètres de long, et son soubassement sur deux mètres d’épaisseur. D’autres réparations ont lieu en 1801. Il est interdit à la circulation des voitures en 1810, et des tirants sont posés en 1812 pour le stabiliser,. Enfin, il est définitivement fermé en 1844, lorsque la route royale 85 change de tracé (passage par la clue de Chabrières),. En 1894, la propriété est transférée aux Eaux et forêts.
Les contreforts avals s’effondrent au début du XXe siècle.